# Roman Zwarycz
Roman Mychajłowycz Zwarycz, ukr. Роман Михайлович Зварич (ur. 20 listopada 1953 w Nowym Jorku) – ukraiński polityk, były minister sprawiedliwości, z wykształcenia filozof.

## Życiorys
W czasie pobytu w USA był osobistym sekretarzem Jarosława Stećki. W 1991 przyjechał na Ukrainę, gdzie rozpoczął organizację Kongresu Ukraińskich Nacjonalistów. Później działał w Ludowym Ruchu Ukrainy. W 1998, 2002 i 2006 uzyskiwał mandaty deputowanego do Rady Najwyższej.
W rządzie Julii Tymoszenko objął funkcję ministra sprawiedliwości. W tym okresie pojawiły się wątpliwości co do jego rzeczywistego wykształcenia. W 2005 wstąpił do Ludowego Związku „Nasza Ukraina”. Ponownie urząd ministra sprawiedliwości sprawował przez kilka miesięcy w 2006 w rządzie Wiktora Janukowycza. Po odwołaniu w listopadzie tego samego roku, został stałym przedstawicielem prezydenta Wiktora Juszczenki w parlamencie. W 2007 czwarty raz został wybrany na posła (z listy koalicji Nasza Ukraina-Ludowa Samoobrona). W trakcie kadencji przystąpił do Frontu Zmian Arsenija Jaceniuka. W 2012 nie ubiegał się o reelekcję. W 2014 dołączył do Bloku Petra Poroszenki. W 2018 ponownie objął mandat deputowanego.